# Epeorus extraordinarius
Epeorus extraordinarius is een haft uit de familie Heptageniidae. De wetenschappelijke naam van de soort is voor het eerst geldig gepubliceerd in 2010 door Chen, Wang & Zhou.
De soort komt voor in het Oriëntaals gebied.